# Українська Національна Партія (1890-і)
Українська Національна Партія — коротко існуюча політична партія Наддніпрянщини утворена у 1890-х роках, що була однією із перших невдалих спроб організувати соціалістичну українську партію у підросійській Україні, які передували утворенню Революційної Української Партії у 1900 р.
Наприкінці 1890-х група українців з Наддніпрянщини видала в Галичині «Програму Української Національної Партії». В цій програмі були висловлені такі думки:
«З усіх прав, якими визначається кожний нарід, найлегше і безповоротно втрачаються права його суто національні. Нарід, денаціоналізований на кшталт другої народности, дуже рідко піднімає свій національний прапор. Тим ми, як діти України, як сини свого народу, єсьмо націоналами і перед усім дбаємо о те, щоб дати свойому народові волю національну. Скоро Україна добуде цю волю, зміст національного прапора сам собою переміниться, бо людськість поступає, і довічні ідеали чергуються. Мусимо працювати в дусі такого ідеалу людського ладу, в якому немає місця нації пануючій і нації підвладній, а українська нація в ряд з усякою другою користується однаково ріним правом. Через те ми маємо бути цілковитими приклонниками федеративного ладу в тих державах, з якими з'єднана українська земля.»
Далі ця програма звертається до справ суспільно-політичних, зазначає, що Україна — це край селянський, і робить висновок:
«Ми повинні дбати переважно про долю цієї занедбаної більшости і через те повинні бути у справах соціяльних перш за все демократами.» (Гермайзе, стр. 25)